# Lista siturilor arheologice din județul Argeș - S
Lista siturilor arheologice din județul Argeș - S conține toate siturile arheologice din județul Argeș înscrise în Repertoriul Arheologic Național (RAN) și aflate în localități al căror nume începe cu litera S. RAN este administrat de Ministerul Culturii și Patrimoniului Național și cuprinde date științifice, cartografice, topografice, imagini și planuri, precum și orice alte informații privitoare la zonele cu potențial arheologic, studiate sau nu, încă existente sau dispărute.
Puteți căuta un sit din localitățile care încep cu litera S folosind formularul de mai jos sau puteți naviga prin toate siturile din județ la Lista siturilor arheologice din județul Argeș.
| Cod RAN                                  | Denumire | Localitate                      | Adresă                          | Datare               | Descoperit | Coordonate                                    | Imagine           | Erori            |
| ---------------------------------------- | --- | ------------------------------- | ------------------------------- | -------------------- | ---------- | --------------------------------------------- | ----------------- | ---------------- |
| 18581.01.05 (Cod LMI: AG-I-m-A-13376.05) | Castrele de pământ și cărămidă de la Săpata / ansamblu Traseul limes-ului Transalutanus (Categorie: locuire militară) (Tip: Limes)                                                               | comuna Săpata                   |                                 | sec. II - III        |            | 44°43′13″N 24°46′03″E / 44.72028°N 24.7675°E  | Încărcați imagine | Raportați eroare |
| 18581.01.01 (Cod LMI: AG-I-m-A-13376.04) | Castrele de pământ și cărămidă de la Săpata / ansamblu anonim (Categorie: locuire militară) (Tip: Castru de pământ)                                                                              | comuna Săpata                   |                                 | romană sec. II       |            | 44°43′13″N 24°46′03″E / 44.72028°N 24.7675°E  | Încărcați imagine | Raportați eroare |
| 18581.01.02 (Cod LMI: AG-I-m-A-13376.01) | Castrele de pământ și cărămidă de la Săpata / ansamblu anonim (Categorie: locuire militară) (Tip: Castru)                                                                                        | comuna Săpata                   |                                 | romană sec. II - III |            | 44°43′13″N 24°46′03″E / 44.72028°N 24.7675°E  | Încărcați imagine | Raportați eroare |
| 18581.01.03 (Cod LMI: AG-I-m-A-13376.03) | Castrele de pământ și cărămidă de la Săpata / ansamblu anonim (Categorie: locuire militară) (Tip: Terme)                                                                                         | comuna Săpata                   |                                 | romană sec. II - III |            | 44°43′13″N 24°46′03″E / 44.72028°N 24.7675°E  | Încărcați imagine | Raportați eroare |
| 18581.01.04 (Cod LMI: AG-I-m-A-13376.02) | Castrele de pământ și cărămidă de la Săpata / ansamblu anonim (Categorie: locuire militară) (Tip: Canabae)                                                                                       | comuna Săpata                   |                                 | sec. II - III        |            | 44°43′13″N 24°46′03″E / 44.72028°N 24.7675°E  | Încărcați imagine | Raportați eroare |
| 18867.01.01 (Cod LMI: AG-I-m-A-13377.01) | Așezarea și necropola Ferigile-Bârsești de la Stoenești - "Valea Miriuței" / ansamblu anonim (Categorie: locuire civilă) (Tip: Așezare)                                                          | sat Stoenești, comuna Stoenești | Valea Miriuței/Versantul Nordic | Ferigile - Bârsești  |            |                                               | Încărcați imagine | Raportați eroare |
| 18867.01.02 (Cod LMI: AG-I-m-A-13377.02) | Așezarea și necropola Ferigile-Bârsești de la Stoenești - "Valea Miriuței" / ansamblu anonim (Categorie: locuire civilă) (Tip: Necropolă)                                                        | sat Stoenești, comuna Stoenești | Valea Miriuței/Versantul Nordic | Ferigile - Bârsești  |            |                                               | Încărcați imagine | Raportați eroare |
| 17414.01.01 (Cod LMI: AG-I-s-A-13378)    | Așezarea medievală de la Surdulești / ansamblu anonim (Categorie: locuire civilă) (Tip: Așezare)                                                                                                 | sat Surdulești, comuna Miroși   |                                 | sec. X - XI          |            | 44°23′05″N 24°56′28″E / 44.38472°N 24.94111°E | Încărcați imagine | Raportați eroare |
| 17389.01.01 (Cod LMI: AG-I-m-A-13379.02) | Ansamblul curților boierești de la Suslănești - "Hobaia" / ansamblu Ruinele ansamblului curților boierești de la Suslănești - "Hobaia" (Categorie: structură de cult/religioasă) (Tip: incintă)  | sat Suslănești, comuna Mioarele | Hobaia                          | sec. XV              |            | 45°14′30″N 25°07′44″E / 45.24166°N 25.12889°E | Încărcați imagine | Raportați eroare |
| 17389.01.02 (Cod LMI: AG-I-m-A-13379.01) | Ansamblul curților boierești de la Suslănești - "Hobaia" / ansamblu Ruinele ansamblului curților boierești de la Suslănești - "Hobaia" (Categorie: structură de cult/religioasă) (Tip: Biserică) | sat Suslănești, comuna Mioarele | Hobaia                          | sec. XV              |            | 45°14′30″N 25°07′44″E / 45.24166°N 25.12889°E | Încărcați imagine | Raportați eroare |
| 15894.02 (Cod LMI: AG-IV-m-A-14002)      | Cruce de piatră la Stănești (Categorie: structură de cult/religioasă) (Tip: cruce) | sat Stănești, comuna Corbi      |                                 | 1725                 |            |                                               | Încărcați imagine | Raportați eroare |
| 15894.03 (Cod LMI: AG-IV-m-A-14003)      | Cruce de piatră la Stănești (Categorie: structură de cult/religioasă) (Tip: cruce) | sat Stănești, comuna Corbi      |                                 | 1802                 |            |                                               | Încărcați imagine | Raportați eroare |
| 18867.02 (Cod LMI: AG-IV-m-A-14004)      | Cruce de piatră la Stoenești (Categorie: structură de cult/religioasă) (Tip: cruce) | sat Stoenești, comuna Stoenești |                                 | 1593-1601            |            |                                               | Încărcați imagine | Raportați eroare |